# NGC 4024
NGC 4024 est une galaxie lenticulaire située dans la constellation du Corbeau. NGC 4024 a été découverte par l'astronome germano-britannique William Herschel en 1785.

## Caractéristiques
Sa vitesse par rapport au fond diffus cosmologique est de 2 051 ± 29 km/s, ce qui correspond à une distance de Hubble de 30,3 ± 2,2 Mpc (∼98,8 millions d'al).
À ce jour, 13 mesures non basées sur le décalage vers le rouge (redshift) donnent une distance de 26,869 ± 7,467 Mpc (∼87,6 millions d'al), ce qui est à l'intérieur des valeurs de la distance de Hubble. Notons cependant que c'est avec la valeur moyenne des mesures indépendantes, lorsqu'elles existent, que la base de données NASA/IPAC calcule le diamètre d'une galaxie et qu'en conséquence le diamètre de NGC 4024 pourrait être d'environ 23,2 kpc (∼75 700 al) si on utilisait la distance de Hubble pour le calculer.

## Groupe de NGC 4038
Selon A.M. Garcia, la galaxie NGC 4024 fait partie d'un groupe de galaxies qui compte au moins 27 membres, le groupe de NGC 4038. Les autres membres du New General Catalogue du groupe sont NGC 3955, NGC 3956, NGC 3957, NGC 3981, NGC 4027, NGC 4033, NGC 4035, les galaxies des Antennes (NGC 4038 et NGC 4039) ainsi que NGC 4050.

## Superamas de la Vierge (Superamas local)
Le groupe de NGC 4038 fait partie du superamas de la Vierge aussi appelé le Superamas local,.